# Check & Connect
Check & Connect ist ein Interventionsprogramm in den  USA. Ziel des Programmes ist es Schülern mit Lernproblemen, Verhaltensproblemen und emotionalen Problemen zu helfen einen Schulabschluss zu machen.
Die Schüler arbeiten mit einem Mentor zusammen, der mit ihnen über Lebensentscheidungen redet, die ihrem Schulabschluss im Wege stehen könnten (so zum Beispiel Drogenkonsum, Teilnahme an kriminellen Aktivitäten, Entscheidung für die Elternschaft).
Die Mentoren treffen sich mindestens zwei Jahre lang je nach Bedarf einmal pro Woche bis einmal pro Monat mit den Schülern.

## Evaluation des Programmes
Sinclair et al. verglichen eine Gruppe von 206 Schülern, die Lern oder Verhaltensprobleme oder emotionale Probleme hatten und an dem Programm teilnahm, mit einer Gruppe von Schülern, die die gleichen Probleme hatten, aber nicht an dem Programm teilnahmen. In beiden Gruppen waren 84 % der Schüler männlich, 64 % waren Afro-Amerikaner, und 70 % waren arm (gemessen an der Berechtigung für ein kostenloses Schulessen)
Folgendes waren die Ergebnisse:
- Die Schüler der Check & Connect-Gruppe gingen regelmäßiger zur Schule als die Schüler der Kontrollgruppe. 30 % der Schüler aus der Check & Connect-Gruppe, aber 41 % aus der Kontrollgruppe fehlten häufig in der Schule
- 61 % der Schüler aus der Check & Connect-Gruppe, aber nur 43 % aus der Kontrollgruppe erreichten den High-School-Abschluss[1]

## Referenzen
1. ↑  Sinclair, Mary F., Sandra L. Christenson, and Martha L. Thurow. “Promoting School Completion of Urban Secondary Youth With Emotional or Behavioral Disabilities.”  Exceptional Children. Vol. 71, No. 4, 2005, pp. 465–482.